# Aermacchi Ala Verde

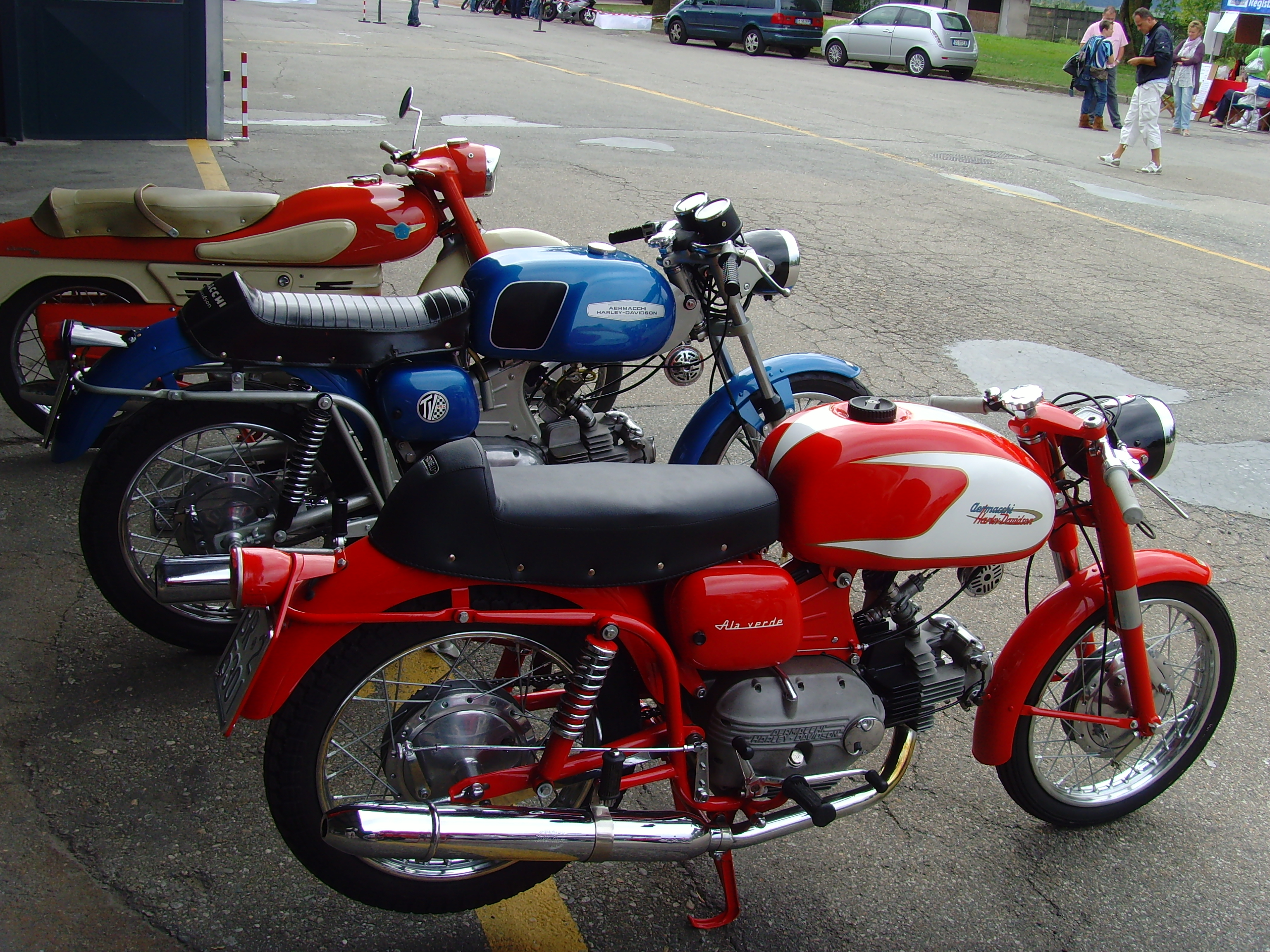
Aermacchi Ala Verde 4-Gang

Die Aermacchi Ala Verde ist ein Motorrad, das die italienische Firma Aeronautica Macchi (später: Aermacchi-Harley-Davidson) von 1959 bis 1972 herstellte. „Ala Verde“ bedeutet im Deutschen „Grüner Flügel“.

## Geschichte und Technik
Dieses Motorradmodell war eine Sportversion des 250er-Modells Ala Azzurra. Der klassische Einzylinder-Viertaktmotor mit nahezu liegendem Zylinder wurde von dem der wenig erfolgreichen Chimera abgeleitet. Er leistet 16 PS (11,8 kW) im Unterschied zu dem der Ala Azzurra mit 13,7 PS (10 kW), denn er hat einen 24-mm-Dell’Orto-Vergaser anstatt eines mit 22 mm wie bei der Ala Azzurra. Das Verdichtungsverhältnis wurde angehoben und die Ventilquerschnitte vergrößert. Die Maschine ist mit einem Vierganggetriebe ausgestattet und hängt in einem Stahlrohr-/Stahlblechrahmen, ein weiteres Charakteristikum der in Varese hergestellten Motorräder.
Der Stil war neu mit einem Tank in unüblicher Form und einem Höcker im Bereich vor der Sitzbank, einer Sitzbank mit Halteriemen, einem niedrigen Lenker und 17″-Rädern. Der Hersteller gibt eine Höchstgeschwindigkeit von 140 km/h an. Die Ala Verde wurde von den Käufern deutlich mehr geschätzt, besonders wegen ihrer Straßenlage, ihrer Geschwindigkeit, ihrem Benzinverbrauch und den Bremsen. Als Schwachpunkte stellten sich der Schalthebel heraus, der dazu tendierte, in Kurven auf dem Asphalt zu streifen.
1963, im dritten Jahr des Engagements von Harley-Davidson bei Aermacchi, brachte die Firma die zweite Serie der Ala Verde auf den Markt, die sich von der ersten Serie durch verschiedene mechanische Änderungen unterschied, z. B. leistungsfähigere Schmierung, Kupplung mit vier anstatt drei Scheiben, neue Elektrik und verstärkte Vorderradgabel, ebenso wie durch optische Verbesserungen, wie geänderten Lenker, Seitendeckel und Auspuff. Ein Fünfganggetriebe wurde nun gegen Aufpreis angeboten.
1967 kam die dritte Serie der Ala Verde heraus. Der Einzylinder aus Varese wurde nochmals einer Überarbeitung unterzogen; neu waren der Tank (der allerdings der ersten Version ähnlich sah), die Kotflügel, die Sitzbank, der Scheinwerfer und die Vorderradgabel. Die Räder wurden auf 18″ vergrößert, was die Gefahr des Aufsetzens in Kurven verringerte.
1970 wurde die vierte und letzte Serie der Ala Verde vorgestellt. In diesem Jahr änderten sich die Tankform, die Elektrik (einschließlich der Bedienelemente) und die Kotflügel. Der Motor leistete nun 18 PS (13,3 kW), das Fünfganggetriebe gab es serienmäßig und die Kupplung hatte nun fünf Scheiben. Auch das Vorderrad wurde geändert; es hatte nun 19″.
Die Fertigung der Ala Verde wurde im Juli 1972 eingestellt. Die Rolle des Sportmotorrades im Angebot von Aermacchi übernahm die 350 TV.

## Technische Daten
Folgende Angaben lassen sich finden.
| Typ                   | Ala Verde 250                                                                 |
| Bauzeitraum           | 1959–1972                                                                     |
| Hubraum               | 246,2 cm³                                                                     |
| Bohrung × Hub         | 66 mm × 72 mm                                                                 |
| Verdichtung           | 8,5 : 1                                                                       |
| Leistung              | 16–18 PS (11,8–13,2 kW)                                                       |
| bei Drehzahl          | 6500/min.                                                                     |
| Getriebe              | 4-Gang / 5-Gang                                                               |
| Radstand              | 1270 mm                                                                       |
| Maße (L × B × H)      | 1920 mm × 600 mm × 880 mm                                                     |
| Leergewicht           | 114 kg                                                                        |
| Reifen vorne/hinten   | 2,50″ × 17″ / 3,00″ × 17″ 2,50″ × 18″ / 3,00″ × 18″ 2,50″ × 18″ / 3,00″ × 19″ |
| Bremsen vorne/hinten  | Trommeln, 180 mm/180 mm                                                       |
| Höchstgeschwindigkeit | 140 km/h                                                                      |
| Benzinverbrauch       | ca. 3,50 l / 100 km                                                           |